# Lyadalens naturreservat
Lyadalen är ett naturreservat i Grevie socken i Båstads kommun i Skåne.
Reservatet är 52 hektar stort och är skyddat sedan 2007.  Området ligger längs Lyabäcken och ingår i Natura 2000.
Inom området finns stora höjdskillnader där högsta punkten ligger på ca 155 m ö.h.
Uppe från höjdplatån är utsikten storslagen över Laholmsbukten och Sinarpsdalen. En känd utsiktspunkt är Brattenborg.
I området finns flera fornlämningar i form av högar, rösen och skålgropar. Det finns även en del stenmurar som delat in- och utmark.

## Flora och fauna
Här finns örtrik bokskog, blandädellövskog, ask- och almskog och arter som den rödlistade månviolen finns inom området. 
Den skogbeklädda sluttningen Sinarpsdalen är betad.
Den övre delen av reservatet består av odlingslandskap med åkrar och betesmarker.